# Гонконгский музей культурного наследия
Гонконгский музей культурного наследия (англ. The Hong Kong Heritage Museum; кит. 香港文化博物館) открыт в декабре 2000 года в округе Ша-Тин на Новых Территориях. Находится в управлении Министерства досуга и культуры Гонконга. Подразделениями музея культурного наследия являются также Гонконгский железнодорожный музей, Музей Самтхунук и Народный музей Сёниу.

## О музее
Музей специализируется на культуре Гонконга, в том числе на произведениях дизайнерского искусства, фотографии, популярной культуре, кантонской опере и других объектах нематериального культурного наследия.
В коллекции музея представлены произведения китайского художественного искусства от неолита до династии Цин, произведения дизайнерского и фото- искусств, а также произведения современного искусства, в том числе гравюры, керамика, живопись, скульптура и другие произведения искусства. Помимо этого, в музее хранится полная коллекция живописи и каллиграфии линнаньского мастера Чхао Саоана. Также в музее совместно с Фондом Брюса Ли организована выставка «Брюс Ли: Кунг-фу ‧ Искусство ‧ Жизнь», насчитывающая более 600 экспонатов, связанных со знаменитым актёром.
Музей открыт для посещения ежедневно, кроме вторников и первых двух дней Китайского Нового года. Время работы с понедельника по пятницу с 10 до 18 часов; по субботам, воскресеньям и праздничным дням с 10 до 19 часов; в канун католического Рождества и канун Китайского Нового года с 10 до 17 часов.
Входная плата составляет 10 гонконгских долларов; для инвалидов, студентов очной формы обучения и лиц, достигших возраста 60 лет, — 5 HKD; для групп от 20 человек действует скидка 30 %. По средам вход свободный.

## Галерея
- Выставка работ мультипликатора Луи Ю Тина
- Статуя Брюса Ли
- Яу Лён, «Comic stall on Reclamation»
- Сценический костюм актрисы кантонской оперы Чхунь Сиулай
- Театр Лэ:
- Зал наследия кантонской оперы
- Будда
- Модель театра Тхайпхинь